# San Nicolás de los Arroyos (Buenos Aires)
San Nicolás de los Arroyos is een plaats in het Argentijnse bestuurlijke gebied San Nicolás de los Arroyos in de provincie Buenos Aires. De plaats telt 125.408 inwoners.
De plaats is sinds 1947 de zetel van het rooms-katholieke bisdom San Nicolás de los Arroyos.

## Geboren
- Omar Sívori (1935-2005), voetballer
- Héctor Baley (1950), voetballer
- Sebastián Firpo (1976), volleyballer

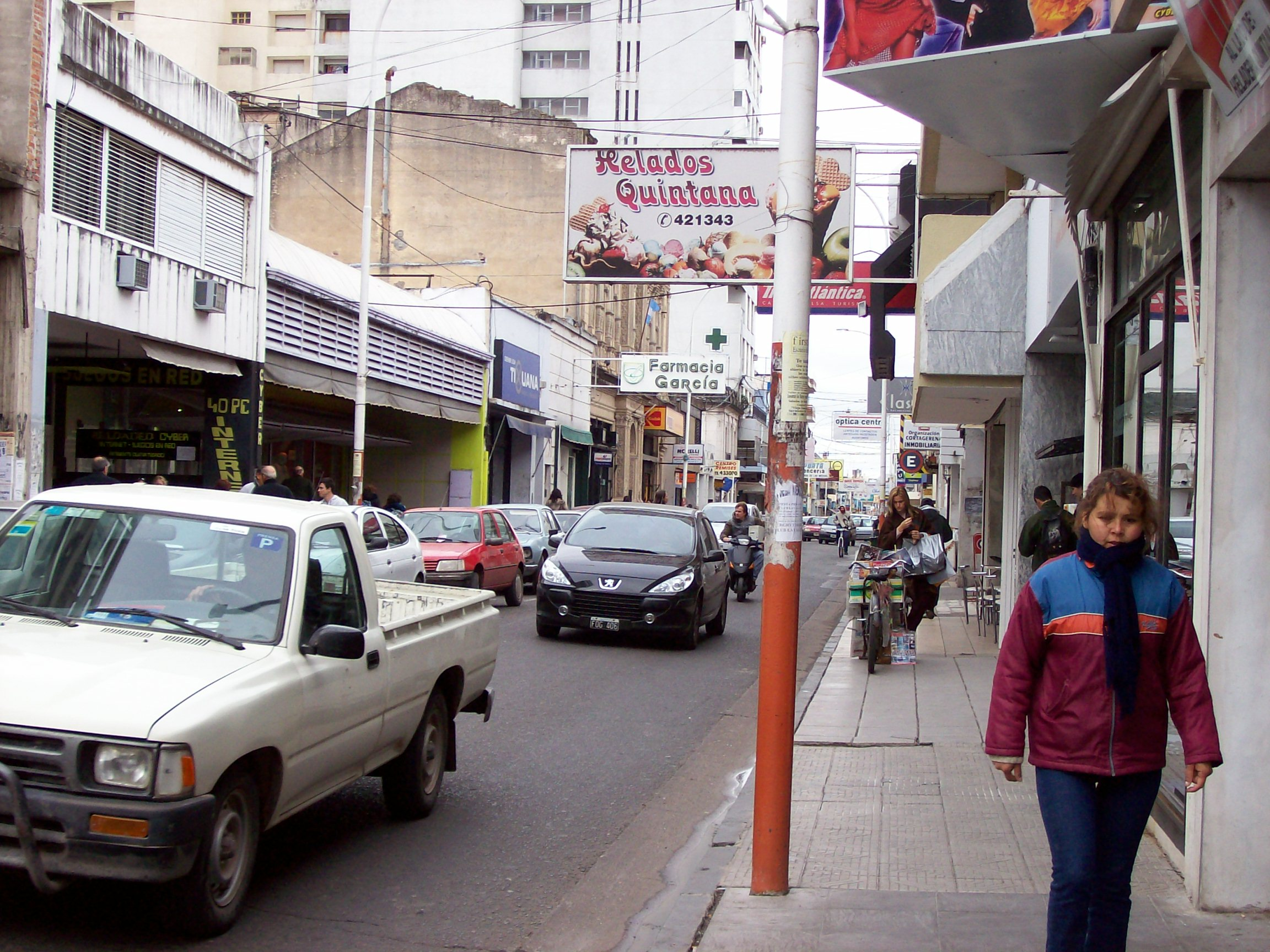
Centrum

- Leo Franco (1977), voetballer
- Juan Musso (1994), voetballer